# 台头镇 (寿光市)
台头镇是中华人民共和国山东省寿光市所辖的一个镇，距市区西北23 km。2006年人口5.8万人，总面积142km2，下辖有41个行政村。 环内有益寿河、阳河和织女河流。1958年建立公社，1984年撤公社建镇，2000年牛头镇并入了台头镇。2011年12月21日，牛头镇村与巨淀湖划入双王城生态经济园区。